# Limonium brassicifolium
Limonium brassicifolium  es un planta perenne perteneciente a la familia de las plumbagináceas. 

## Descripción
L.brassicifolium es un endemismo del que se diferencian dos subespecies: ssp. brassicifolium, que vive en La Gomera y la ssp. macropterum (Webb & Berthel.) G.Kunkel, que habita en El Hierro. (Algunos autores, como Bramwell otorgan a esta subespecie rango específico, bajo el nombre de L.macropterum (Webb & Berthel.) O.Kuntze) Pertenece al grupo de especies cuyos escapos florales principales son alados. Sus hojas son sinuosas o pinnado-lobuladas. El cáliz es de color malva-azulado.

## Taxonomía
Limonium brassicifolium fue descrita por Carl Ernst Otto Kuntze y publicado en Revis. Gen. Pl. 2: 395. 1891
Etimología
Limonium: nombre genérico que procede del griego leimon, que significa "pradera húmeda", aludiendo al hábitat de muchas de las especies del género.
brassicifolium: epíteto latino que alude a la semejanza foliar con las plantas del género Brassica.